# Classe Almirante Guilhem

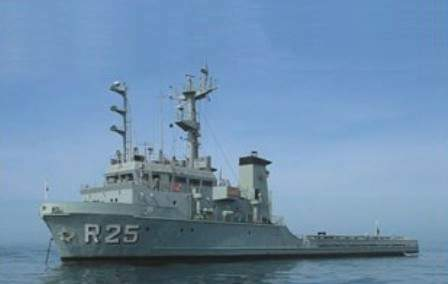
Rebocador de Alto Mar RbAM Almirante Guillobel (R-25).

A Classe Almirante Guilhem é uma classe de rebocadores de alto mar (RbAM) da Marinha do Brasil.
Os barcos foram adquiridos junto ao armador Superpesa Maritime Transport e incorporados pela Marinha do Brasil em 1981. Foram construídos pelo estaleiro Sumitomo Heavy Industries, no Japão.

## Características
- Deslocamento : 2.400 ton (padrão), 2.735 ton (plena carga)[1]
- Dimensões : 63,2 x 13,4 x 4,5 m
- Tripulação: 50
- Capacidade combustível: 670 ton
- Velocidade: 14  nós
- Raio de Ação : 10.000 milhas à 10 nós
- Armamento: 2 canhões antiaérea Oerlikon 20 mm Mk10

## Lista de Navios
- R24 - Almirante Guilhem (ex-Superpesa 4)
- R25 - Almirante Guillobel (ex-Superpesa 5)